# Buque blindado

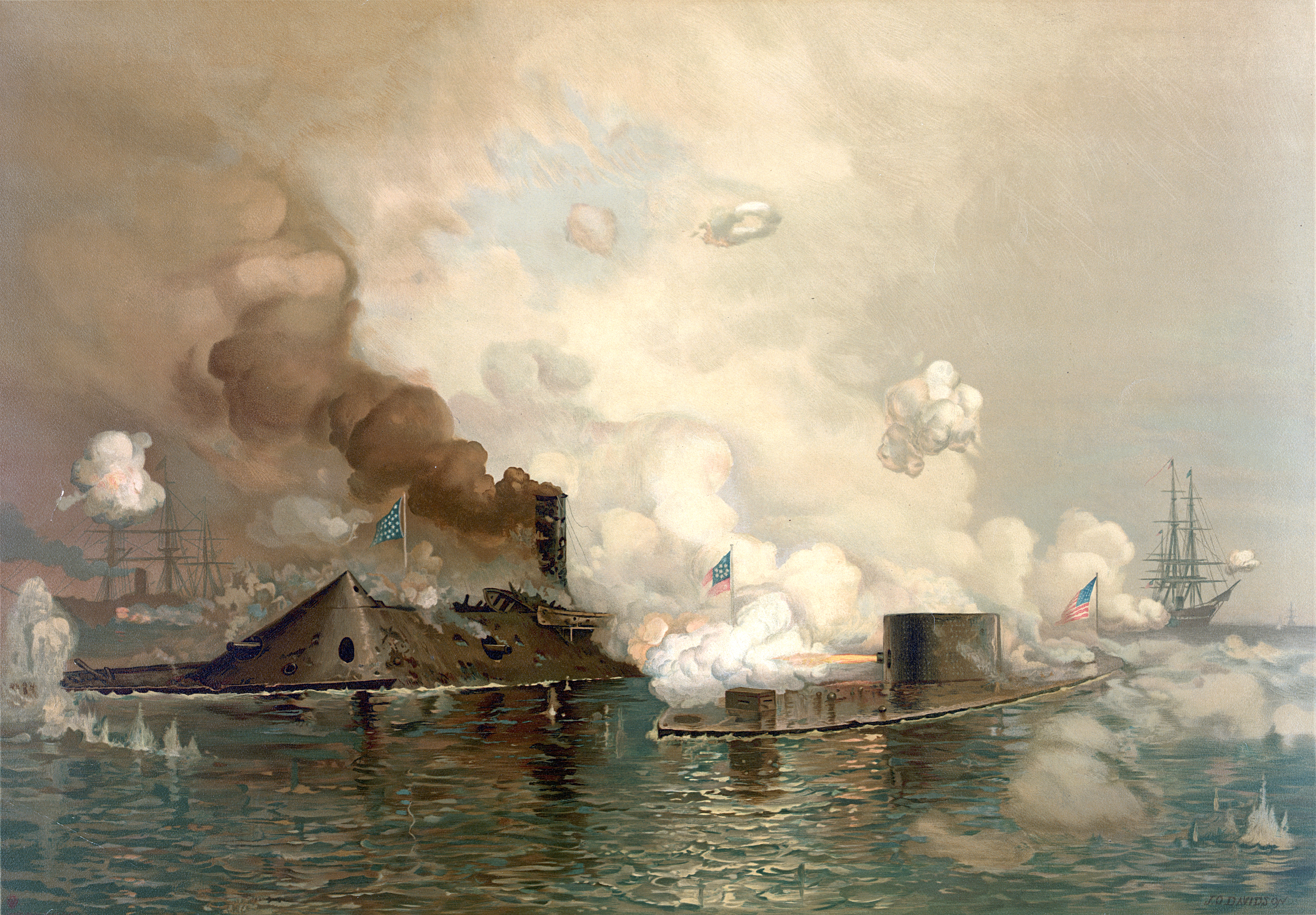
La primera batalla entre ironclads: CSS Virginia (izquierda) contra el USS Monitor, en el año 1862 en la Batalla de Hampton Roads.

El buque blindado también llamado ironclad fue un tipo de buque de guerra propulsado por vapor de la segunda mitad del siglo XIX, que estaba protegido por una armadura compuesta de placas de hierro o acero.

## Historia
El buque blindado se desarrolló como respuesta a la vulnerabilidad de los buques de guerra de madera ante la aparición de los proyectiles incendiarios o explosivos. El primer buque de este estilo, el buque francés La Gloire, fue puesto en servicio por la Armada de Francia en 1859 y provocó que el Reino Unido comenzase también a construirlos para la Armada británica (ver HMS Warrior).
Después de los primeros enfrentamientos entre estos tipos de buques durante la Guerra Civil de Estados Unidos, quedó demostrado que el buque blindado había reemplazado a los anteriores buques de madera como buque de guerra más poderoso. La importancia en la guerra naval que tuvo esta nueva clase de navío se vio en otros conflictos, como en el escenario del Pacífico, tanto en la Guerra hispano-sudamericana con la participación de la fragata Numancia, primer buque de este tipo que dio la vuelta al mundo, como en la Guerra del Pacífico, en la cual se enfrentaron la alianza entre Perú y Bolivia, por un lado, contra Chile, por el otro. Este último salió victorioso gracias a la mayor modernidad, poder de fuego y tonelaje de sus buques blindados sobre los de la Marina de Guerra del Perú.
Los ironclads fueron diseñados para diversas actividades, como acorazados de alta mar, naves de defensa costera o cruceros de largo alcance. La rápida evolución del diseño de buques de guerra a finales del siglo XIX transformó el ironclad en un navío construido completamente de acero, mucho más parecido a los acorazados y cruceros del siglo XX. Este cambio se produjo gracias al desarrollo de armas más pesadas (los ironclads de la década de 1880 llevaban algunas de las armas más pesadas jamás montadas en un buque), máquinas de vapor más sofisticadas y un avance en la metalurgia que posibilitó la fabricación de buques con acero.
Los avances del período de los ironclad supusieron que muchas de las naves de la época quedasen ya obsoletas antes incluso de haberse terminado de construir, y las tácticas navales sufrieron una importante crisis. Muchos ironclads fueron construidos para hacer uso del espolón o del torpedo, que un buen número de ingenieros navales consideraban armas cruciales para el combate naval. No existe un momento claro para la finalización de la época de los ironclad, pero a finales de la década de 1890 el término ironclad empezó a quedar en desuso.
El término ironclad es bastante amplio y puede referirse a distintos tipos de buques, entre los que estarían las fragatas blindadas -de batería lateral o de reducto central-, monitores y arietes de casamata.